# 石塔直房
石塔 直房（いしどう ただふさ、生没年不詳）は、南北朝時代の武将。足利氏支流・石塔氏の一族。苗字は「石堂」とも表記される。官職は中務大輔。名はのちに石塔忠房（ただふさ）と改めた。

## 人物
直房については史料が残されておらず、活動についても不詳であるが、僅かに『尊卑分脉』から情報を得ることができる。
まず、系譜についてである。父については諸本によって石塔頼房とするもの、またはその弟・石塔義基とするものとあるが、「房」の字の共通から頼房を父とする見解が出されている。兄弟に石塔頼世（三河守）がいたが早世したという。直房（忠房）の子には石塔頼忠（四郎）が載せられている。
次に、直房の項の傍注に「父義絶云々　改忠房」とあるが、これに関しては先行研究で考察がなされている。それによると、観応の擾乱に際し父の頼房は足利直義方に属していたが、やがて直房が父とは別行動をとる形で対する足利尊氏方（北朝方）に与するようになったため「義絶」されたという。また、改名についても父との決別の証として直義から授けられた「直」の字を「忠」の字に改めたものと推測されている。